# 单冠山
單冠山（日语：／ Hitokappu-san），俄称博加特里山脉（羅馬化：Kherebet Bogatyr），是千島群島擇捉島中部群山的總稱，长20至25公里，宽15公里，位於岛屿自然保護區內。它包含島上的最高峰，海拔高度1,634公尺的西单冠山，以及標高1,424公尺的恩根登山。山體形成於更新世和全新世時期，山腰多混合林。